# كرة الكعكة
كرات الكعكة (بالإنجليزية: Cake balls)‏ هي كرات صغيرة من فتات الكعكة المعاد تشكيلها مغطاة بالشوكولاتة المُذابة أو قشدة التزيين (القشدة المخفوقة). تُصنع طريق مزج فتات الكعكة مع تغطية سكرية وتشكيلها على شكل كرة ثم غمسها في طلاء مثل الشوكولاتة المذابة. صنعت كرات الكعكة في الأصل من فتات بقايا أو كعكات قديمة لمنع الهدر.